# Казино (фільм, 1991)
«Казино» — радянський двосерійний художній фільм 1991 року, знятий режисером Самсоном Самсоновим на кіностудії «Мосфільм».

## Сюжет
За мотивами роману Д. Х. Чейза «Отже, моя мила…». Сюжет фільму розвивається навколо здійснення зухвалого плану пограбування багатого казино. Його розробив і очолив витончений негідник Мейскі. Ні він, ні його підручні, природно, не гидують нічим, йдуть на будь-які хитрощі, аж до вбивства. Круті повороти непередбачуваних подій втягують у своє коло нових персонажів.

## У ролях
- Едуард Марцевич — Мейс
- Габріелла Маріані — Лана Еванс
- Ольга Копосова — Джейн
- Армен Джигарханян — Джек Перрі
- Ольга Попович — Лоліта Серавеш
- Валерій Смецькой — Джесс Чандлер
- Анатолій Мамбетов — Міч Коллінз
- Каріна Золотова — Шила Уайтсайд
- Сергій Вещов — роль другого плану
- Нгуен Мінь Чанг — міс Чан
- Леонід Кулагін — Террел
- Айнон Ломберт — Вашингтон Сміт
- Нартай Бегалін — епізод
- Ігор Васильєв — Гаррі Льюїс, керуючий казино
- Олена Веселик — епізод
- Микита Висоцький — епізод
- Олег Гусейнов — коронер
- Олена Єрмілова — епізод
- Олександр Жарков — епізод
- Наталія Ігошина — епізод
- Олег Ізмайлов — Фред
- Сергій Ісаєв — телеведучий
- Густав Квамі Унса — Джос, темношкірий офіціант
- Євген Корчевський — епізод
- Олексій Краснопольський — епізод
- В. Краснопольський — епізод
- Олександр Кузьмичов — полісмен-охоронець
- Лев Летуновський — сержант Патрік
- Кирило Марцевич — епізод
- Жорж Новицький — епізод
- Галина Пугачова — епізод
- Сергій Сілкін — епізод
- Юрій Слободенюк — епізод

## Знімальна група
- Режисер — Самсон Самсонов
- Сценарист — Самсон Самсонов
- Оператор — В'ячеслав Сьомін
- Композитор — Євген Дога
- Художник — Георгій Колганов